# In God’s Hands
«In God’s Hands» (с англ. — «В руках Бога») — песня канадской певицы Нелли Фуртадо из её третьего студийного альбома Loose (2006). Она была написана и спродюсирована Фуртадо и Риком Ноуэлсом. Песня была впервые выпущена 30 июля 2007 года в качестве пятого и последнего сингла альбома в Великобритании, а затем была выпущена в различных форматах в Европе осенью 2007 года. В следующем году Фуртадо записала новую версию песни в дуэте с австралийско-американским кантри-певцом Китом Урбаном, которая была выпущена в Северной Америке в апреле 2008 года.
Песня «In God’s Hands» добилась лишь умеренного успеха, став самым слабым в чартах синглом с альбома Loose во всех европейских странах, в которых она продвигалась. Однако после переиздания песни в Северной Америке в 2008 году «In God’s Hands» достигла 11-й строчки в канадском чарте Hot 100, став вторым самым рейтинговым синглом Фуртадо с момента её попадания в чарты в 2007 году, а также заняла 15-ю строчку в чарте Billboard Adult Contemporary, достигнув максимума за карьеру.

## История
Песня «In God’s Hands» была написана под впечатлением от расставания Фуртадо с диджеем Джаспером Гахуния, отцом ее дочери, в 2005 году. По словам Фуртадо, на момент записи песня была «настолько далеко, насколько она была готова зайти в поп-музыке в данный момент».
Лирически песня рассказывает о том, как двигаться дальше и начинать все заново. В припеве Фуртадо заявляет: «Наша любовь парит в небесах/ Там, где она началась, снова в руках Бога». Ее вокальный стиль в песне был описан как «красивый».
Фуртадо также записала испанскую версию под названием «En las manos de Dios», которая появилась в испанском ограниченном издании альбома Loose.

## Перезапись
В начале 2008 года Фуртадо перезаписала песню «In God’s Hands» в дуэте с австралийско-американским кантри-певцом Китом Урбаном, который, как сообщается, был «первым выбором» Фуртадо. О причинах своего выбора Фуртадо сказала: «Я люблю кантри-музыку. Голос Кита Урбана пронзительный и сладкий; он чистый автор песен, с очень скромным тоном в голосе… Он находится на границе между кантри, корневой музыкой и поп-музыкой. Он не поддается описанию, а это мои любимые артисты».

## Отзывы
Песня получила смешанные отзывы музыкальных критиков. Шон Феннесси из Pitchfork раскритиковал припев и написал: «Если „Promiscuous“ — одна из самых яростных песен о похоти за последнее время, то „In God’s Hands“ — одна из самых хромых»[3] Джонатан Киф из Slant был настроен более двойственно, похвалив вокал Фуртадо, но осудив включение песни на Loose. «Хотя „In God’s Hands“ — один из первых случаев в ее карьере, когда голос Фуртадо можно… назвать красивым, — пишет Киф, — сама песня… просто не вписывается в первые две трети альбома».

## Видеоклип
Музыкальный клип на песню был снят 9 мая 2007 года в Лос-Анджелесе, штат Калифорния, режиссером Джесси Диланом. В нем Фуртадо поет песню на пляже в дневное и ночное время, сидя на пне, лежа на песке и держа в руках белую простыню, под которой она лежит. Также показано, как Фуртадо идет по берегу, плачет и смотрит на океан. Видео полностью снято в черно-белом цвете. Оно было доступно на канале Фуртадо Vevo 12 февраля 2008 года.

## Список композиций
| - European 2-track CD single and digital download 1. «In God’s Hands» (album version) — 4:12 2. «In God’s Hands» (live in Toronto) — 4:46 - European CD maxi-single and digital EP 1. «In God’s Hands» (album version) — 4:12 2. «In God’s Hands» (live in Toronto) — 4:46 3. «I'm Like a Bird» (live in Toronto) — 5:51 4. «In God’s Hands» (video) — 4:09 | - UK digital download 1. «In God’s Hands» (album version) — 4:12 2. «In God’s Hands» (video) — 4:10 - European digital EP 1. «In God’s Hands» (album version) — 4:12 2. «In God’s Hands» (live in Toronto) — 4:46 3. «I’m Like a Bird» (live in Toronto) — 5:51 - 2008 digital download 1. «In God’s Hands» (remix) при участии Кита Урбана — 4:33 |

## Чарты

### Еженедельные чарты
| Чарт (2007—2008)                           | Высшая позиция |
| ------------------------------------------ | -------------- |
| Австралия (ARIA)                           | 66             |
| Австрия (Ö3 Austria Top 40)                | 53             |
| Бельгия/Фландрия (Ultratip Bubbling Under) | 9              |
| Бельгия/Валлония (Ultratip Bubbling Under) | 22             |
| Канада (Billboard Canadian Hot 100)        | 11             |
| Канада (Billboard AC)                      | 3              |
| Канада (Billboard Hot AC)                  | 35             |
| Чехия (Rádio — Top 100)                    | 44             |
| Германия (GfK)                             | 33             |
| Италия (FIMI)                              | 20             |
| Нидерланды (Dutch Top 40)                  | 15             |
| Нидерланды (Single Top 100)                | 33             |
| Словакия (Rádio — Top 100)                 | 6              |
| Швеция (Sverigetopplistan)                 | 58             |
| Великобритания UK Singles (OCC)            | 116            |
| США (Billboard Adult Contemporary)         | 15             |